# Andrômeda XXXII
Andrômeda XXXII, também conhecida como Cassiopeia III, é uma galáxia anã esferoidal que está situada no Grupo Local perto da Galáxia de Andrômeda, Andrômeda XXXII está localizada a 144 ± 6 kpc e foi descoberta em 2013 pelo Pan-STARRS 1. Sua magnitude absoluta na banda V é de -12,3 ± 0,7 e seu raio efetivo é de 1 456 ± 267 pc. Situa-se na constelação de Cassiopeia. A velocidade radial heliocêntrica de Andrômeda XXXII é de -371,6 ± 0,7 km⋅s-1 e sua dispersão de velocidade central é de 8,4 ± 0,6 km⋅s-1. E tem uma metalicidade é de −1,7 ± 0,1.